# Electric Ladyland
Electric Ladyland er det tredje og sidste album med The Jimi Hendrix Experience, udsendt i august 1968 som dobbelt-lp. Indspilningen betegner en udvikling i bandets karriere, bl.a. pga. udvidelsen med en gruppe af gæstemusikere, som Hendrix kalder "friends and passengers". Manageren Chas Chandler stolede ikke meget på Hendrix' evner til at styre indspilningen, og han trak sig, formentlig ud fra et forretningsmæssigt synspunkt, tilbage fra projektet. Det gav plads for eksperimenter med forskellige instrumenter, bl.a. orgel (Stevie Winwood og Mike Finnegan), piano (Al Kooper) og blæseinstrumenter (Freddie Smith). Hendrix selv opfattede disse musikeres medvirken som en form for anerkendelse, og han påskønnede det, da han – besynderligt nok – tvivlede på sine egne evner.
Noel Redding var ikke tilfreds med denne udvidelse af Experience, ligesom han syntes, at indspilningerne var for lange.
"Der var tonsvis af mennesker i studiet; man kunne knap bevæge sig. Det var et fest, ikke en pladeoptagelse", har Redding udtalt.
Han dannede et nyt band, Fat Mattress og fandt det vanskeligt at fuldføre sit engagement med Experience, Derfor spillede Hendrix selv mange af basgangene på Electric Ladyland. Det blev begyndelsen på den konflikt, som førte til Experiences opløsning, officielt i juni 1969.
En af konsekvenserne af Chandlers brud med Hendrix var, at skæringerne blev væsentligt længere end tidligere og dermed ikke var særligt velegnede til de singleudgivelser, Chandler krævede. Resultatet er en plade, hvor dele af materialet ikke har en bærende melodi, mest tydeligt på "1983 – A Merman I Should Turn To Be". Samtidig indeholder albummet to af de mest kendte og melodiøse bidrag fra The Experience: "Voodoo Child (Slight Return)" og Bob Dylans "All Along the Watchtower". Dele af materialet er optaget live i studiet, og det bl.a. betyder, at "Still Raining Still Dreaming" indeholder en passage, hvor Jimi hoster.

## Modtagelse
I november 1968 nåede albummet to uger som nr. 1 på salgslisterne i USA, mens det fik 12 uger på den engelske hitliste med en højeste placering som nr. 6. Singlen, der inkluderede All along the watchtower blev bandets bedst sælgende single og nåede en 5.-plads i Storbritannien.
I 2003 blev albummet placeret som nummer 54 på Rolling Stone Magazines liste over "the 500 greatest albums of all time".

## Indhold
Cd-udgaven består af to skiver med følgende indhold (numrene er skrevet af Hendrix, medmindre andet er nævnt):
Første cd
- 1. "...And the Gods Made Love" (1:22)
- 2. "Have You Ever Been (To Electric Ladyland)" (2:11 )
- 3. "Crosstown Traffic" (2:25)
- 4. "Voodoo Chile" (15:02 )
- 5. "Still Raining, Still Dreaming" (4:25)
- 6. "House Burning Down" (4:33)
- 7. "All Along the Watchtower", Bob Dylan (4:00)
- 8. "Voodoo Child (Slight Return)" (5:13)

Anden cd
- 9. "Little Miss Strange", Noel Redding (2:51)
- 10. "Long Hot Summer Night" (3:27)
- 11. "Come On (Part 1)", Earl King (4:10)
- 12. "Gypsy Eyes" (3:43)
- 13. "Burning of the Midnight Lamp" (3:40)
- 14. "Rainy Day, Dream Away" (3:42)
- 15. "1983... (A Merman I Should Turn to Be)" (4:49)
- 16. "Moon, Turn the Tides... Gently Gently Away" (9:54)

## Medvirkende
- Jimi Hendrix – el-guitar, el-bas (på numrene 2, 6, 8, 11, 14 og 15 ), elektrisk cembalo (på nummer 9), percussion, sang (på alle ikke-instrumentale numre bortset fra 5, hvor Mitch og Noel synger), kor, kazoo lavet af en kam og papir (nummer 3) (som glider på "All Along the Watchtower" brugtes en lighter).
- Mitch Mitchell – trommer (på alle numre bortset fra 10 og 13), percussion, kor, sang (med Redding på nummer 5)
- Noel Redding – el-bas (på numrene 3, 5, 7, 9, 11 og 16), kor, akustisk guitar (på nummer 5), sang (med Mitchell på nummer 5)

- Jack Casady – el-bas (på nummer 4)
- Steve Winwood – orgel (på nummer 4)
- Al Kooper – piano (på nummer 6)
- The Sweet Inspirations – kor (på nummer 9)
- Larry Faucette – congas (på nummer 10 og 13)
- Mike Finnigan – orgel (på nummer 10 og 13)
- Freddie Smith – tenorsaxofon (på nummer 10 og 13)
- Buddy Miles – trommer (på nummer 10 og 13)
- Brian Jones- percussion (på nummer 15)
- Dave Mason – akustisk tolvstrenget guitar (på nummer 15), kor (på nummer 3)
- Chris Wood – fløjte (på nummer 11)

### Produktion
- Producere – Jimi Hendrix og Chas Chandler
- Teknikere – Eddie Kramer og Gary Kellgren
- Miksning – Jimi Hendrix, Eddie Kramer og Gary Kellgren
- Arrangementer – Jimi Hendrix
- Covernoter (USA-udgave) – Jimi Hendrix* Coverdesign (USA-udgave) – Karl Ferris
- Fotos på coverets indersider (USA-udgave) – Linda Eastman (McCartney) og David Sygall
- Art direction (USA-udgave) – Ed Thrasher
- Coverdesign (britisk udgave) – David King, Rob O'Connor
- Fotos på coverets indersider (britisk udgave) – David Montgomer

## Eksterne links
- Electric Ladyland Arkiveret 7. maj 2022 hos  Wayback Machine (Adobe Flash) at Radio3Net (streamed copy where licensed)
- Hendrix's request for the album cover design Arkiveret 5. september 2017 hos  Wayback Machine